# Eclipse lunar de 14 de março de 2006
| Eclipse Lunar Penumbral 14 de março de 2006 | Eclipse Lunar Penumbral 14 de março de 2006 |
| --- | ------------------------------------------- |
| Eclipse visível de Warrenton, Virgínia - EUA, 0:54 UTC. (Sombra penumbral visível levemente à direita após uma hora do momento máximo do eclipse) |                                             |
| A Lua cruzando a parte norte da sombra da Terra, de oeste para leste (da direita para a esquerda), com o disco cortado.                           |                                             |
| Gamma | +1,0211                                     |
| Saros (e membro) | 113 (63 de 71)                              |
| Sequência de eclipses lunares |                                             |
| Anterior | 17 de outubro de 2005                       |
| Próximo | 7 de setembro de 2006                       |
| Duração (hr:mn:sc) |                                             |
| Penumbral | 4:47:32                                     |
| Fases e Horários do Eclipse ( UTC) |                                             |
| P1 | 21:23:44                                    |
| Máximo | 23:47:30                                    |
| P4 | 02:11:16                                    |
| A Lua cruzou a pequena parte norte da sombra da Terra em nodo descendente de sua órbita, na constelação de Virgem.                                |                                             |

O eclipse lunar de 14 de março de 2006 foi um eclipse penumbral, o primeiro de dois eclipses lunares do ano, e único como penumbral. Teve magnitude umbral de -0,0603 e penumbral de 1,0301. Teve duração de 288 minutos.

Durante o instante máximo do eclipse, a faixa de penumbra da Terra conseguiu cobrir totalmente o disco lunar, caracterizando um  eclipse penumbral total, que é relativamente raro, mesmo em eclipses penumbrais de forma geral, onde a penumbra normalmente cobre apenas parte da superfície. Dessa forma, o brilho lunar diminuiu gradualmente e progressivamente, fazendo com que a extremidade sul fosse um pouco mais escurecida, por estar mais próximo da sombra umbral terrestre. Apesar de geralmente ser difícil de perceber mudanças visíveis em um eclipse penumbral, este foi um dos eclipses mais escuros e profundos do  século XXI, sendo assim possível visualizar um escurecimento razoável ao sul do disco lunar.
Em um raro eclipse penumbral, a Lua inteira estava parcialmente sombreada pela Terra (embora nenhuma delas estivesse completamente sombreada), e o sombreamento através da Lua deveria ter sido bastante visível no eclipse máximo para os telespectadores sobre a Ásia (o começo da Lua). eclipse); Europa, África e oeste da Ásia (todo o eclipse); e as Américas barrando o oeste do Canadá e o Alasca (o fim do eclipse). A fase da penumbra durou 4 horas e 48 minutos ao todo, embora na maior parte do tempo o eclipse tenha sido extremamente difícil ou impossível de ver. Mesmo assim, os eclipses penumbrais são, de um modo geral, difíceis de serem percebidos visualmente.

## Visibilidade
Foi visível na América do Norte, Sul, Europa, África e Oriente Médio.
| Região do planeta onde foi visível durante o máximo do eclipse - 23:48 UTC. A região sudoeste da África obteve a melhor observação do meio do eclipse, de onde foi visível à meia-noite. |
| Mapa de visibilidade do eclipse |

## Série Saros
Eclipse pertencente ao ciclo lunar Saros de série 113, sendo membro de número 63, num total de 71 eclipses da série. O último eclipse foi o eclipse penumbral de 3 de março de 1988, e o próximo será com o eclipse penumbral de 25 de março de 2024.